# 10022 Zubov
10022 Zubov eller 1979 SU2 är en asteroid i huvudbältet som upptäcktes den 22 september 1979 av den rysk-sovjetiske astronomen Nikolaj Tjernych vid Krims astrofysiska observatorium på Krim. Den har fått sitt namn efter Vladimir I. Zubov.
Asteroiden har en diameter på ungefär 4 kilometer och den tillhör asteroidgruppen Vesta.